# Digidesign
Digidesing é uma companhia americana de som digital. Foi fundada em 1984 por Peter Gotcher e Evan Brooks. A companhia iniciou com um projeto para levantar dinheiro para os fundadores de bandas, vendendo chips EPROM para Máquina de ritmos.